# Volta à Califórnia de 2019
A 14.ª edição da Volta à Califórnia (nome oficial: Amgen Tour of Califórnia) foi uma corrida de ciclismo de estrada por etapas que se celebrou nos Estados Unidos no estado da Califórnia entre 12 e 18 de maio de 2019 com início na cidade de Sacramento e final na cidade de Pasadena sobre um percurso de 1 229 quilómetros.
A corrida fez parte do UCI World Tour de 2019, sendo a vigésima quarta competição do calendário de máxima categoria mundial. O vencedor final foi o esloveno Tadej Pogačar da UAE Emirates seguido do colombiano Sergio Higuita da EF Education First e o dinamarquês Kasper Asgreen da Deceuninck-Quick Step.

## Equipas participantes
Tomaram parte na corrida 19 equipas: 13 de categoria UCI World Team; 5 de categoria Profissional Continental; e a selecção nacional de Estados Unidos. Formando assim um pelotão de 132 ciclistas dos que acabaram 112. As equipas participantes foram:
| Equipes WorldTeam (13)- Astana - Bahrain-Merida - Bora-hansgrohe - CCC Team - Deceuninck-Quick Step - EF Education First - Dimension Data - Team Jumbo-Visma - Katusha-Alpecin - Ineos - Team Sunweb - Trek-Segafredo - UAE Team Emirates Equipes profissionais Continentais (5)- Cofidis, Solutions Crédits - Hagens Berman Axeon - Israel Cycling Academy - Rally UHC Cycling - Team Novo Nordisk Equipe nacional- Estados Unidos |
| |

## Percorrido
O Volta à Califórnia é constituído por sete etapas para um percurso total de 1 229 quilómetros desde Sacramento até Pasadena; dividido em quatro etapas planas, uma etapa em media montanha, e duas etapas de montanha com final em alto em South Lake Tahoe, o que com frequência desempenha um papel decisivo na corrida.
| Etapa | Data    | Percurso                                    | type           | Distância (km) | Vencedor            | Líder geral        |
| ----- | ------- | ------------------------------------------- | -------------- | -------------- | ------------------- | ------------------ |
| 1     | 12 mai. | Sacramento – Sacramento                     | etapa plana    | 143            | Peter Sagan         | Peter Sagan        |
| 2     | 13 mai. | Rancho Cordova – South Lake Tahoe           | alta montanha  | 214,5          | Kasper Asgreen      | Tejay van Garderen |
| 3     | 14 mai. | Stockton – Morgan Hill                      | etapa plana    | 208            | Rémi Cavagna        | Tejay van Garderen |
| 4     | 15 mai. | WeatherTech Raceway Laguna Seca – Morro Bay | média montanha | 214,5          | Fabio Jakobsen      | Tejay van Garderen |
| 5     | 16 mai. | Pismo Beach – Ventura                       | etapa plana    | 219,5          | Iván García Cortina | Tejay van Garderen |
| 6     | 17 mai. | Ontario – Mount Baldy                       | alta montanha  | 127,5          | Tadej Pogačar       | Tadej Pogačar      |
| 7     | 18 mai. | Santa Clarita – Pasadena                    | etapa plana    | 126            | Cees Bol            | Tadej Pogačar      |

## Desenvolvimento da corrida

### 1.ª etapa
| Sacramento - Sacramento | etapa plana | (143 km) |

| \| Classificação por etapas \| Classificação por etapas \| Classificação por etapas \| Classificação por etapas \| Classificação por etapas \| \| Ciclista \| Ciclista \| Equipe \| Tempo \| \| \| ------------------------ \| ------------------------ \| ------------------------ \| ------------------------ \| ------------------------ \| \| 1. \| Peter Sagan \| Bora-Hansgrohe \| 3h14m10s \| \| \| 2. \| Travis McCabe \| Estados Unidos \| + 0s \| \| \| 3. \| Max Walscheid \| Team Sunweb \| + 0s \| \| \| 4. \| Kristoffer Halvorsen \| Team Ineos \| + 0s \| \| \| 5. \| Michael Mørkøv \| Deceuninck-Quick Step \| + 0s \| \| \| 6. \| Owain Doull \| Team Ineos \| + 0s \| \| \| 7. \| John Degenkolb \| Trek-Segafredo \| + 4s \| \| \| 8. \| Phil Bauhaus \| Bahrain-Merida \| + 4s \| \| \| 9. \| Erik Baška \| Bora-Hansgrohe \| + 4s \| \| \| 10. \| Jasper Philipsen \| UAE Team Emirates \| + 4s \| \| |                      |                       |          |
| |                      |                       |          |
| Fonte: ProCyclingStats |                      |                       |          |
| Classificação por etapas |                      |                       |          |
| Ciclista | Ciclista             | Equipe                | Tempo    |
| 1. | Peter Sagan          | Bora-Hansgrohe        | 3h14m10s |
| 2. | Travis McCabe        | Estados Unidos        | + 0s     |
| 3. | Max Walscheid        | Team Sunweb           | + 0s     |
| 4. | Kristoffer Halvorsen | Team Ineos            | + 0s     |
| 5. | Michael Mørkøv       | Deceuninck-Quick Step | + 0s     |
| 6. | Owain Doull          | Team Ineos            | + 0s     |
| 7. | John Degenkolb       | Trek-Segafredo        | + 4s     |
| 8. | Phil Bauhaus         | Bahrain-Merida        | + 4s     |
| 9. | Erik Baška           | Bora-Hansgrohe        | + 4s     |
| 10. | Jasper Philipsen     | UAE Team Emirates     | + 4s     |

| \| Classificação geral \| Classificação geral \| Classificação geral \| Classificação geral \| Classificação geral \| \| Ciclista \| Ciclista \| Equipe \| Tempo \| \| \| ------------------- \| -------------------- \| --------------------- \| ------------------- \| ------------------- \| \| 1. \| Peter Sagan \| Bora-Hansgrohe \| 3h14m00s \| \| \| 2. \| Travis McCabe \| Estados Unidos \| + 0s \| \| \| 3. \| Max Walscheid \| Team Sunweb \| + 0s \| \| \| 4. \| Kristoffer Halvorsen \| Team Ineos \| + 0s \| \| \| 5. \| Michael Mørkøv \| Deceuninck-Quick Step \| + 0s \| \| \| 6. \| Owain Doull \| Team Ineos \| + 0s \| \| \| 7. \| Tyler Stites \| Estados Unidos \| + 0s \| \| \| 8. \| Felix Großschartner \| Bora-Hansgrohe \| + 0s \| \| \| 9. \| George Bennett \| Team Jumbo-Visma \| + 0s \| \| \| 10. \| Laurens De Vreese \| Astana \| + 0s \| \| |                      |                       |          |
| |                      |                       |          |
| Fonte: ProCyclingStats |                      |                       |          |
| Classificação geral |                      |                       |          |
| Ciclista | Ciclista             | Equipe                | Tempo    |
| 1. | Peter Sagan          | Bora-Hansgrohe        | 3h14m00s |
| 2. | Travis McCabe        | Estados Unidos        | + 0s     |
| 3. | Max Walscheid        | Team Sunweb           | + 0s     |
| 4. | Kristoffer Halvorsen | Team Ineos            | + 0s     |
| 5. | Michael Mørkøv       | Deceuninck-Quick Step | + 0s     |
| 6. | Owain Doull          | Team Ineos            | + 0s     |
| 7. | Tyler Stites         | Estados Unidos        | + 0s     |
| 8. | Felix Großschartner  | Bora-Hansgrohe        | + 0s     |
| 9. | George Bennett       | Team Jumbo-Visma      | + 0s     |
| 10. | Laurens De Vreese    | Astana                | + 0s     |

### 2.ª etapa
| Rancho Cordova - South Lake Tahoe | alta montanha | (214,5 km) |

| \| Classificação por etapas \| Classificação por etapas \| Classificação por etapas \| Classificação por etapas \| Classificação por etapas \| \| Ciclista \| Ciclista \| Equipe \| Tempo \| \| \| ------------------------ \| ------------------------ \| ------------------------ \| ------------------------ \| ------------------------ \| \| 1. \| Kasper Asgreen \| Deceuninck-Quick Step \| 6h17m11s \| \| \| 2. \| Tejay van Garderen \| EF Education First \| + 0s \| \| \| 3. \| Gianni Moscon \| Team Ineos \| + 4s \| \| \| 4. \| Tadej Pogačar \| UAE Team Emirates \| + 10s \| \| \| 5. \| Maximilian Schachmann \| Bora-Hansgrohe \| + 16s \| \| \| 6. \| Jonas Gregaard \| Astana \| + 27s \| \| \| 7. \| Rob Britton \| Rally UHC Cycling \| + 27s \| \| \| 8. \| Sergio Higuita \| EF Education First \| + 31s \| \| \| 9. \| Rigoberto Urán \| EF Education First \| + 31s \| \| \| 10. \| George Bennett \| Team Jumbo-Visma \| + 31s \| \| |                       |                       |          |
| |                       |                       |          |
| Fonte: ProCyclingStats |                       |                       |          |
| Classificação por etapas |                       |                       |          |
| Ciclista | Ciclista              | Equipe                | Tempo    |
| 1. | Kasper Asgreen        | Deceuninck-Quick Step | 6h17m11s |
| 2. | Tejay van Garderen    | EF Education First    | + 0s     |
| 3. | Gianni Moscon         | Team Ineos            | + 4s     |
| 4. | Tadej Pogačar         | UAE Team Emirates     | + 10s    |
| 5. | Maximilian Schachmann | Bora-Hansgrohe        | + 16s    |
| 6. | Jonas Gregaard        | Astana                | + 27s    |
| 7. | Rob Britton           | Rally UHC Cycling     | + 27s    |
| 8. | Sergio Higuita        | EF Education First    | + 31s    |
| 9. | Rigoberto Urán        | EF Education First    | + 31s    |
| 10. | George Bennett        | Team Jumbo-Visma      | + 31s    |

| \| Classificação geral \| Classificação geral \| Classificação geral \| Classificação geral \| Classificação geral \| \| Ciclista \| Ciclista \| Equipe \| Tempo \| \| \| ------------------- \| --------------------- \| --------------------- \| ------------------- \| ------------------- \| \| 1. \| Tejay van Garderen \| EF Education First \| 9h31m19s \| \| \| 2. \| Gianni Moscon \| Team Ineos \| + 6s \| \| \| 3. \| Kasper Asgreen \| Deceuninck-Quick Step \| + 7s \| \| \| 4. \| Tadej Pogačar \| UAE Team Emirates \| + 16s \| \| \| 5. \| Maximilian Schachmann \| Bora-Hansgrohe \| + 22s \| \| \| 6. \| Rob Britton \| Rally UHC Cycling \| + 33s \| \| \| 7. \| Jonas Gregaard \| Astana \| + 33s \| \| \| 8. \| David de la Cruz \| Team Ineos \| + 34s \| \| \| 9. \| Felix Großschartner \| Bora-Hansgrohe \| + 35s \| \| \| 10. \| George Bennett \| Team Jumbo-Visma \| + 36s \| \| |                       |                       |          |
| |                       |                       |          |
| Fonte: ProCyclingStats |                       |                       |          |
| Classificação geral |                       |                       |          |
| Ciclista | Ciclista              | Equipe                | Tempo    |
| 1. | Tejay van Garderen    | EF Education First    | 9h31m19s |
| 2. | Gianni Moscon         | Team Ineos            | + 6s     |
| 3. | Kasper Asgreen        | Deceuninck-Quick Step | + 7s     |
| 4. | Tadej Pogačar         | UAE Team Emirates     | + 16s    |
| 5. | Maximilian Schachmann | Bora-Hansgrohe        | + 22s    |
| 6. | Rob Britton           | Rally UHC Cycling     | + 33s    |
| 7. | Jonas Gregaard        | Astana                | + 33s    |
| 8. | David de la Cruz      | Team Ineos            | + 34s    |
| 9. | Felix Großschartner   | Bora-Hansgrohe        | + 35s    |
| 10. | George Bennett        | Team Jumbo-Visma      | + 36s    |

### 3.ª etapa
Stockton – Morgan Hill (208 km)
| Stockton - Morgan Hill | etapa plana | (208 km) |

| \| Classificação por etapas \| Classificação por etapas \| Classificação por etapas \| Classificação por etapas \| Classificação por etapas \| \| Ciclista \| Ciclista \| Equipe \| Tempo \| \| \| ------------------------ \| ------------------------ \| ------------------------ \| ------------------------ \| ------------------------ \| \| 1. \| Rémi Cavagna \| Deceuninck-Quick Step \| 5h44m22s \| \| \| 2. \| Benjamin King \| Dimension Data \| + 7m11s \| \| \| 3. \| Simon Geschke \| CCC Team \| + 7m11s \| \| \| 4. \| Kasper Asgreen \| Deceuninck-Quick Step \| + 7m47s \| \| \| 5. \| Jasper Philipsen \| UAE Team Emirates \| + 7m47s \| \| \| 6. \| Maximilian Schachmann \| Bora-Hansgrohe \| + 7m47s \| \| \| 7. \| Nathan Haas \| Katusha-Alpecin \| + 7m47s \| \| \| 8. \| Davide Ballerini \| Astana \| + 7m47s \| \| \| 9. \| Zdeněk Štybar \| Deceuninck-Quick Step \| + 7m47s \| \| \| 10. \| Tadej Pogačar \| UAE Team Emirates \| + 7m47s \| \| |                       |                       |          |
| |                       |                       |          |
| Fonte: ProCyclingStats |                       |                       |          |
| Classificação por etapas |                       |                       |          |
| Ciclista | Ciclista              | Equipe                | Tempo    |
| 1. | Rémi Cavagna          | Deceuninck-Quick Step | 5h44m22s |
| 2. | Benjamin King         | Dimension Data        | + 7m11s  |
| 3. | Simon Geschke         | CCC Team              | + 7m11s  |
| 4. | Kasper Asgreen        | Deceuninck-Quick Step | + 7m47s  |
| 5. | Jasper Philipsen      | UAE Team Emirates     | + 7m47s  |
| 6. | Maximilian Schachmann | Bora-Hansgrohe        | + 7m47s  |
| 7. | Nathan Haas           | Katusha-Alpecin       | + 7m47s  |
| 8. | Davide Ballerini      | Astana                | + 7m47s  |
| 9. | Zdeněk Štybar         | Deceuninck-Quick Step | + 7m47s  |
| 10. | Tadej Pogačar         | UAE Team Emirates     | + 7m47s  |

| \| Classificação geral \| Classificação geral \| Classificação geral \| Classificação geral \| Classificação geral \| \| Ciclista \| Ciclista \| Equipe \| Tempo \| \| \| ------------------- \| --------------------- \| --------------------- \| ------------------- \| ------------------- \| \| 1. \| Tejay van Garderen \| EF Education First \| 15h26m28s \| \| \| 2. \| Gianni Moscon \| Team Ineos \| + 6s \| \| \| 3. \| Kasper Asgreen \| Deceuninck-Quick Step \| + 7s \| \| \| 4. \| Tadej Pogačar \| UAE Team Emirates \| + 16s \| \| \| 5. \| Maximilian Schachmann \| Bora-Hansgrohe \| + 22s \| \| \| 6. \| Rob Britton \| Rally UHC Cycling \| + 33s \| \| \| 7. \| Jonas Gregaard \| Astana \| + 33s \| \| \| 8. \| David de la Cruz \| Team Ineos \| + 34s \| \| \| 9. \| Felix Großschartner \| Bora-Hansgrohe \| + 35s \| \| \| 10. \| George Bennett \| Team Jumbo-Visma \| + 36s \| \| |                       |                       |           |
| |                       |                       |           |
| Fonte: ProCyclingStats |                       |                       |           |
| Classificação geral |                       |                       |           |
| Ciclista | Ciclista              | Equipe                | Tempo     |
| 1. | Tejay van Garderen    | EF Education First    | 15h26m28s |
| 2. | Gianni Moscon         | Team Ineos            | + 6s      |
| 3. | Kasper Asgreen        | Deceuninck-Quick Step | + 7s      |
| 4. | Tadej Pogačar         | UAE Team Emirates     | + 16s     |
| 5. | Maximilian Schachmann | Bora-Hansgrohe        | + 22s     |
| 6. | Rob Britton           | Rally UHC Cycling     | + 33s     |
| 7. | Jonas Gregaard        | Astana                | + 33s     |
| 8. | David de la Cruz      | Team Ineos            | + 34s     |
| 9. | Felix Großschartner   | Bora-Hansgrohe        | + 35s     |
| 10. | George Bennett        | Team Jumbo-Visma      | + 36s     |

### 4.ª etapa
| WeatherTech Raceway Laguna Seca - Morro Bay | média montanha | (214,5 km) |

| \| Classificação por etapas \| Classificação por etapas \| Classificação por etapas \| Classificação por etapas \| Classificação por etapas \| \| Ciclista \| Ciclista \| Equipe \| Tempo \| \| \| ------------------------ \| --------------------------- \| -------------------------- \| ------------------------ \| ------------------------ \| \| 1. \| Fabio Jakobsen \| Deceuninck-Quick Step \| 5h53m22s \| \| \| 2. \| Jasper Philipsen \| UAE Team Emirates \| + 0s \| \| \| 3. \| Peter Sagan \| Bora-Hansgrohe \| + 0s \| \| \| 4. \| Nacer Bouhanni \| Cofidis, Solutions Crédits \| + 0s \| \| \| 5. \| Reinardt Janse van Rensburg \| Dimension Data \| + 0s \| \| \| 6. \| Davide Ballerini \| Astana \| + 0s \| \| \| 7. \| Phil Bauhaus \| Bahrain-Merida \| + 0s \| \| \| 8. \| Kristoffer Halvorsen \| Team Ineos \| + 0s \| \| \| 9. \| Danny van Poppel \| Team Jumbo-Visma \| + 0s \| \| \| 10. \| Kasper Asgreen \| Deceuninck-Quick Step \| + 0s \| \| |                             |                            |          |
| |                             |                            |          |
| Fonte: ProCyclingStats |                             |                            |          |
| Classificação por etapas |                             |                            |          |
| Ciclista | Ciclista                    | Equipe                     | Tempo    |
| 1. | Fabio Jakobsen              | Deceuninck-Quick Step      | 5h53m22s |
| 2. | Jasper Philipsen            | UAE Team Emirates          | + 0s     |
| 3. | Peter Sagan                 | Bora-Hansgrohe             | + 0s     |
| 4. | Nacer Bouhanni              | Cofidis, Solutions Crédits | + 0s     |
| 5. | Reinardt Janse van Rensburg | Dimension Data             | + 0s     |
| 6. | Davide Ballerini            | Astana                     | + 0s     |
| 7. | Phil Bauhaus                | Bahrain-Merida             | + 0s     |
| 8. | Kristoffer Halvorsen        | Team Ineos                 | + 0s     |
| 9. | Danny van Poppel            | Team Jumbo-Visma           | + 0s     |
| 10. | Kasper Asgreen              | Deceuninck-Quick Step      | + 0s     |

| \| Classificação geral \| Classificação geral \| Classificação geral \| Classificação geral \| Classificação geral \| \| Ciclista \| Ciclista \| Equipe \| Tempo \| \| \| ------------------- \| --------------------- \| --------------------- \| ------------------- \| ------------------- \| \| 1. \| Tejay van Garderen \| EF Education First \| 21h16m50s \| \| \| 2. \| Gianni Moscon \| Team Ineos \| + 6s \| \| \| 3. \| Kasper Asgreen \| Deceuninck-Quick Step \| + 7s \| \| \| 4. \| Tadej Pogačar \| UAE Team Emirates \| + 16s \| \| \| 5. \| Maximilian Schachmann \| Bora-Hansgrohe \| + 22s \| \| \| 6. \| Rob Britton \| Rally UHC Cycling \| + 33s \| \| \| 7. \| Jonas Gregaard \| Astana \| + 33s \| \| \| 8. \| David de la Cruz \| Team Ineos \| + 34s \| \| \| 9. \| Felix Großschartner \| Bora-Hansgrohe \| + 35s \| \| \| 10. \| George Bennett \| Team Jumbo-Visma \| + 36s \| \| |                       |                       |           |
| |                       |                       |           |
| Fonte: ProCyclingStats |                       |                       |           |
| Classificação geral |                       |                       |           |
| Ciclista | Ciclista              | Equipe                | Tempo     |
| 1. | Tejay van Garderen    | EF Education First    | 21h16m50s |
| 2. | Gianni Moscon         | Team Ineos            | + 6s      |
| 3. | Kasper Asgreen        | Deceuninck-Quick Step | + 7s      |
| 4. | Tadej Pogačar         | UAE Team Emirates     | + 16s     |
| 5. | Maximilian Schachmann | Bora-Hansgrohe        | + 22s     |
| 6. | Rob Britton           | Rally UHC Cycling     | + 33s     |
| 7. | Jonas Gregaard        | Astana                | + 33s     |
| 8. | David de la Cruz      | Team Ineos            | + 34s     |
| 9. | Felix Großschartner   | Bora-Hansgrohe        | + 35s     |
| 10. | George Bennett        | Team Jumbo-Visma      | + 36s     |

### 5.ª etapa
| Pismo Beach - Ventura | etapa plana | (219,5 km) |

| \| Classificação por etapas \| Classificação por etapas \| Classificação por etapas \| Classificação por etapas \| Classificação por etapas \| \| Ciclista \| Ciclista \| Equipe \| Tempo \| \| \| ------------------------ \| ------------------------ \| -------------------------- \| ------------------------ \| ------------------------ \| \| 1. \| Iván García Cortina \| Bahrain-Merida \| 4h56m11s \| \| \| 2. \| Maximiliano Richeze \| Deceuninck-Quick Step \| + 0s \| \| \| 3. \| Sergio Higuita \| EF Education First \| + 0s \| \| \| 4. \| Joris Nieuwenhuis \| Team Sunweb \| + 0s \| \| \| 5. \| Kasper Asgreen \| Deceuninck-Quick Step \| + 0s \| \| \| 6. \| Maximilian Schachmann \| Bora-Hansgrohe \| + 0s \| \| \| 7. \| Paweł Bernas \| CCC Team \| + 0s \| \| \| 8. \| Nacer Bouhanni \| Cofidis, Solutions Crédits \| + 0s \| \| \| 9. \| Tadej Pogačar \| UAE Team Emirates \| + 0s \| \| \| 10. \| Hugo Houle \| Astana \| + 0s \| \| |                       |                            |          |
| |                       |                            |          |
| Fonte: ProCyclingStats |                       |                            |          |
| Classificação por etapas |                       |                            |          |
| Ciclista | Ciclista              | Equipe                     | Tempo    |
| 1. | Iván García Cortina   | Bahrain-Merida             | 4h56m11s |
| 2. | Maximiliano Richeze   | Deceuninck-Quick Step      | + 0s     |
| 3. | Sergio Higuita        | EF Education First         | + 0s     |
| 4. | Joris Nieuwenhuis     | Team Sunweb                | + 0s     |
| 5. | Kasper Asgreen        | Deceuninck-Quick Step      | + 0s     |
| 6. | Maximilian Schachmann | Bora-Hansgrohe             | + 0s     |
| 7. | Paweł Bernas          | CCC Team                   | + 0s     |
| 8. | Nacer Bouhanni        | Cofidis, Solutions Crédits | + 0s     |
| 9. | Tadej Pogačar         | UAE Team Emirates          | + 0s     |
| 10. | Hugo Houle            | Astana                     | + 0s     |

| \| Classificação geral \| Classificação geral \| Classificação geral \| Classificação geral \| Classificação geral \| \| Ciclista \| Ciclista \| Equipe \| Tempo \| \| \| ------------------- \| --------------------- \| --------------------- \| ------------------- \| ------------------- \| \| 1. \| Tejay van Garderen \| EF Education First \| 26h13m01s \| \| \| 2. \| Kasper Asgreen \| Deceuninck-Quick Step \| + 4s \| \| \| 3. \| Gianni Moscon \| Team Ineos \| + 6s \| \| \| 4. \| Tadej Pogačar \| UAE Team Emirates \| + 16s \| \| \| 5. \| Maximilian Schachmann \| Bora-Hansgrohe \| + 22s \| \| \| 6. \| Sergio Higuita \| EF Education First \| + 28s \| \| \| 7. \| Jonas Gregaard \| Astana \| + 33s \| \| \| 8. \| George Bennett \| Team Jumbo-Visma \| + 34s \| \| \| 9. \| Felix Großschartner \| Bora-Hansgrohe \| + 35s \| \| \| 10. \| Rigoberto Urán \| EF Education First \| + 36s \| \| |                       |                       |           |
| |                       |                       |           |
| Fonte: ProCyclingStats |                       |                       |           |
| Classificação geral |                       |                       |           |
| Ciclista | Ciclista              | Equipe                | Tempo     |
| 1. | Tejay van Garderen    | EF Education First    | 26h13m01s |
| 2. | Kasper Asgreen        | Deceuninck-Quick Step | + 4s      |
| 3. | Gianni Moscon         | Team Ineos            | + 6s      |
| 4. | Tadej Pogačar         | UAE Team Emirates     | + 16s     |
| 5. | Maximilian Schachmann | Bora-Hansgrohe        | + 22s     |
| 6. | Sergio Higuita        | EF Education First    | + 28s     |
| 7. | Jonas Gregaard        | Astana                | + 33s     |
| 8. | George Bennett        | Team Jumbo-Visma      | + 34s     |
| 9. | Felix Großschartner   | Bora-Hansgrohe        | + 35s     |
| 10. | Rigoberto Urán        | EF Education First    | + 36s     |

### 6.ª etapa
| Ontario - Mount Baldy | alta montanha | (127,5 km) |

| \| Classificação por etapas \| Classificação por etapas \| Classificação por etapas \| Classificação por etapas \| Classificação por etapas \| \| Ciclista \| Ciclista \| Equipe \| Tempo \| \| \| ------------------------ \| ------------------------ \| -------------------------- \| ------------------------ \| ------------------------ \| \| 1. \| Tadej Pogačar \| UAE Team Emirates \| 3h48m49s \| \| \| 2. \| Sergio Higuita \| EF Education First \| + 0s \| \| \| 3. \| George Bennett \| Team Jumbo-Visma \| + 5s \| \| \| 4. \| Richie Porte \| Trek-Segafredo \| + 10s \| \| \| 5. \| Riccardo Zoidl \| CCC Team \| + 20s \| \| \| 6. \| Kasper Asgreen \| Deceuninck-Quick Step \| + 22s \| \| \| 7. \| Simon Špilak \| Katusha-Alpecin \| + 25s \| \| \| 8. \| Rohan Dennis \| Bahrain-Merida \| + 47s \| \| \| 9. \| Rob Britton \| Rally UHC Cycling \| + 47s \| \| \| 10. \| Jesper Hansen \| Cofidis, Solutions Crédits \| + 47s \| \| |                |                            |          |
| |                |                            |          |
| Fonte: ProCyclingStats |                |                            |          |
| Classificação por etapas |                |                            |          |
| Ciclista | Ciclista       | Equipe                     | Tempo    |
| 1. | Tadej Pogačar  | UAE Team Emirates          | 3h48m49s |
| 2. | Sergio Higuita | EF Education First         | + 0s     |
| 3. | George Bennett | Team Jumbo-Visma           | + 5s     |
| 4. | Richie Porte   | Trek-Segafredo             | + 10s    |
| 5. | Riccardo Zoidl | CCC Team                   | + 20s    |
| 6. | Kasper Asgreen | Deceuninck-Quick Step      | + 22s    |
| 7. | Simon Špilak   | Katusha-Alpecin            | + 25s    |
| 8. | Rohan Dennis   | Bahrain-Merida             | + 47s    |
| 9. | Rob Britton    | Rally UHC Cycling          | + 47s    |
| 10. | Jesper Hansen  | Cofidis, Solutions Crédits | + 47s    |

| \| Classificação geral \| Classificação geral \| Classificação geral \| Classificação geral \| Classificação geral \| \| Ciclista \| Ciclista \| Equipe \| Tempo \| \| \| ------------------- \| ------------------- \| -------------------------- \| ------------------- \| ------------------- \| \| 1. \| Tadej Pogačar \| UAE Team Emirates \| 30h01m56s \| \| \| 2. \| Sergio Higuita \| EF Education First \| + 16s \| \| \| 3. \| Kasper Asgreen \| Deceuninck-Quick Step \| + 20s \| \| \| 4. \| George Bennett \| Team Jumbo-Visma \| + 29s \| \| \| 5. \| Richie Porte \| Trek-Segafredo \| + 41s \| \| \| 6. \| Simon Špilak \| Katusha-Alpecin \| + 1m03s \| \| \| 7. \| Jesper Hansen \| Cofidis, Solutions Crédits \| + 1m18s \| \| \| 8. \| Felix Großschartner \| Bora-Hansgrohe \| + 1m18s \| \| \| 9. \| Tejay van Garderen \| EF Education First \| + 1m22s \| \| \| 10. \| Rohan Dennis \| Bahrain-Merida \| + 1m23s \| \| |                     |                            |           |
| |                     |                            |           |
| Fonte: ProCyclingStats |                     |                            |           |
| Classificação geral |                     |                            |           |
| Ciclista | Ciclista            | Equipe                     | Tempo     |
| 1. | Tadej Pogačar       | UAE Team Emirates          | 30h01m56s |
| 2. | Sergio Higuita      | EF Education First         | + 16s     |
| 3. | Kasper Asgreen      | Deceuninck-Quick Step      | + 20s     |
| 4. | George Bennett      | Team Jumbo-Visma           | + 29s     |
| 5. | Richie Porte        | Trek-Segafredo             | + 41s     |
| 6. | Simon Špilak        | Katusha-Alpecin            | + 1m03s   |
| 7. | Jesper Hansen       | Cofidis, Solutions Crédits | + 1m18s   |
| 8. | Felix Großschartner | Bora-Hansgrohe             | + 1m18s   |
| 9. | Tejay van Garderen  | EF Education First         | + 1m22s   |
| 10. | Rohan Dennis        | Bahrain-Merida             | + 1m23s   |

### 7.ª etapa
| Santa Clarita - Pasadena | etapa plana | (126 km) |

| \| Classificação por etapas \| Classificação por etapas \| Classificação por etapas \| Classificação por etapas \| Classificação por etapas \| \| Ciclista \| Ciclista \| Equipe \| Tempo \| \| \| ------------------------ \| ------------------------ \| ------------------------ \| ------------------------ \| ------------------------ \| \| 1. \| Cees Bol \| Team Sunweb \| 2h53m16s \| \| \| 2. \| Peter Sagan \| Bora-Hansgrohe \| + 0s \| \| \| 3. \| Jasper Philipsen \| UAE Team Emirates \| + 0s \| \| \| 4. \| Phil Bauhaus \| Bahrain-Merida \| + 0s \| \| \| 5. \| Maximiliano Richeze \| Deceuninck-Quick Step \| + 0s \| \| \| 6. \| Kristoffer Halvorsen \| Team Ineos \| + 0s \| \| \| 7. \| Travis McCabe \| Floyd's Pro Cycling \| + 0s \| \| \| 8. \| Andrea Peron \| Team Novo Nordisk \| + 0s \| \| \| 9. \| Jens Debusschere \| Katusha-Alpecin \| + 0s \| \| \| 10. \| Edwin Ávila \| Israel Cycling Academy \| + 0s \| \| |                      |                        |          |
| |                      |                        |          |
| Fonte: ProCyclingStats |                      |                        |          |
| Classificação por etapas |                      |                        |          |
| Ciclista | Ciclista             | Equipe                 | Tempo    |
| 1. | Cees Bol             | Team Sunweb            | 2h53m16s |
| 2. | Peter Sagan          | Bora-Hansgrohe         | + 0s     |
| 3. | Jasper Philipsen     | UAE Team Emirates      | + 0s     |
| 4. | Phil Bauhaus         | Bahrain-Merida         | + 0s     |
| 5. | Maximiliano Richeze  | Deceuninck-Quick Step  | + 0s     |
| 6. | Kristoffer Halvorsen | Team Ineos             | + 0s     |
| 7. | Travis McCabe        | Floyd's Pro Cycling    | + 0s     |
| 8. | Andrea Peron         | Team Novo Nordisk      | + 0s     |
| 9. | Jens Debusschere     | Katusha-Alpecin        | + 0s     |
| 10. | Edwin Ávila          | Israel Cycling Academy | + 0s     |

## Classificações finais
- As classificações finalizaram da seguinte forma:[3]

### Classificação geral
| \| Classificação geral \| Classificação geral \| Classificação geral \| Classificação geral \| Classificação geral \| \| Ciclista \| Ciclista \| Equipe \| Tempo \| \| \| ------------------- \| --------------------- \| -------------------------- \| ------------------- \| ------------------- \| \| 1. \| Tadej Pogačar \| UAE Team Emirates \| 32h55m12s \| \| \| 2. \| Sergio Higuita \| EF Education First \| + 16s \| \| \| 3. \| Kasper Asgreen \| Deceuninck-Quick Step \| + 17s \| \| \| 4. \| George Bennett \| Team Jumbo-Visma \| + 29s \| \| \| 5. \| Richie Porte \| Trek-Segafredo \| + 41s \| \| \| 6. \| Simon Špilak \| Katusha-Alpecin \| + 1m03s \| \| \| 7. \| Jesper Hansen \| Cofidis, Solutions Crédits \| + 1m18s \| \| \| 8. \| Felix Großschartner \| Bora-Hansgrohe \| + 1m18s \| \| \| 9. \| Tejay van Garderen \| EF Education First \| + 1m22s \| \| \| 10. \| Maximilian Schachmann \| Bora-Hansgrohe \| + 1m23s \| \| |                       |                            |           |
| |                       |                            |           |
| Fonte: ProCyclingStats |                       |                            |           |
| Classificação geral |                       |                            |           |
| Ciclista | Ciclista              | Equipe                     | Tempo     |
| 1. | Tadej Pogačar         | UAE Team Emirates          | 32h55m12s |
| 2. | Sergio Higuita        | EF Education First         | + 16s     |
| 3. | Kasper Asgreen        | Deceuninck-Quick Step      | + 17s     |
| 4. | George Bennett        | Team Jumbo-Visma           | + 29s     |
| 5. | Richie Porte          | Trek-Segafredo             | + 41s     |
| 6. | Simon Špilak          | Katusha-Alpecin            | + 1m03s   |
| 7. | Jesper Hansen         | Cofidis, Solutions Crédits | + 1m18s   |
| 8. | Felix Großschartner   | Bora-Hansgrohe             | + 1m18s   |
| 9. | Tejay van Garderen    | EF Education First         | + 1m22s   |
| 10. | Maximilian Schachmann | Bora-Hansgrohe             | + 1m23s   |

### Classificação da montanha
| Classificação da montanha | Classificação da montanha | Classificação da montanha | Classificação da montanha | Classificação da montanha |
| Ciclista                  | Ciclista                  | Equipe                    | Pontos                    |                           |
| ------------------------- | ------------------------- | ------------------------- | ------------------------- | ------------------------- |
| 1.                        | Davide Ballerini          | Astana                    | 51 pts                    |                           |
| 2.                        | Alex Hoehn                | Estados Unidos            | 35 pts                    |                           |
| 3.                        | Rémi Cavagna              | Deceuninck-Quick Step     | 31 pts                    |                           |
| 4.                        | Sergio Higuita            | EF Education First        | 20 pts                    |                           |
| 5.                        | Tadej Pogačar             | UAE Team Emirates         | 15 pts                    |                           |
| 6.                        | Kasper Asgreen            | Deceuninck-Quick Step     | 14 pts                    |                           |
| 7.                        | Michael Hernandez         | Estados Unidos            | 13 pts                    |                           |
| 8.                        | Lachlan Morton            | EF Education First        | 13 pts                    |                           |
| 9.                        | Paweł Bernas              | CCC Team                  | 12 pts                    |                           |
| 10.                       | Hugo Houle                | Astana                    | 11 pts                    |                           |

### Classificação por pontos
| Classificação por pontos | Classificação por pontos | Classificação por pontos | Classificação por pontos | Classificação por pontos |
| Ciclista                 | Ciclista                 | Equipe                   | Pontos                   |                          |
| ------------------------ | ------------------------ | ------------------------ | ------------------------ | ------------------------ |
| 1.                       | Kasper Asgreen           | Deceuninck-Quick Step    | 40 pts                   |                          |
| 2.                       | Peter Sagan              | Bora-Hansgrohe           | 36 pts                   |                          |
| 3.                       | Sergio Higuita           | EF Education First       | 29 pts                   |                          |
| 4.                       | Jasper Philipsen         | UAE Team Emirates        | 28 pts                   |                          |
| 5.                       | Tadej Pogačar            | UAE Team Emirates        | 25 pts                   |                          |
| 6.                       | Rémi Cavagna             | Deceuninck-Quick Step    | 22 pts                   |                          |
| 7.                       | Maximilian Schachmann    | Bora-Hansgrohe           | 21 pts                   |                          |
| 8.                       | Maximiliano Richeze      | Deceuninck-Quick Step    | 20 pts                   |                          |
| 9.                       | Fabio Jakobsen           | Deceuninck-Quick Step    | 18 pts                   |                          |
| 10.                      | Travis McCabe            | Estados Unidos           | 16 pts                   |                          |

### Classificação dos jovens
| Classificação dos jovens | Classificação dos jovens | Classificação dos jovens | Classificação dos jovens | Classificação dos jovens |
| Ciclista                 | Ciclista                 | Equipe                   | Tempo                    |                          |
| ------------------------ | ------------------------ | ------------------------ | ------------------------ | ------------------------ |
| 1.                       | Tadej Pogačar            | UAE Team Emirates        | 32h55m12s                |                          |
| 2.                       | Sergio Higuita           | EF Education First       | + 16s                    |                          |
| 3.                       | João Almeida             | Hagens Berman Axeon      | + 12m33s                 |                          |
| 4.                       | Edward Anderson          | Hagens Berman Axeon      | + 29m19s                 |                          |
| 5.                       | Alex Hoehn               | Estados Unidos           | + 39m03s                 |                          |
| 6.                       | Mikkel Bjerg             | Hagens Berman Axeon      | + 44m00s                 |                          |
| 7.                       | Jasper Philipsen         | UAE Team Emirates        | + 44m58s                 |                          |
| 8.                       | Michael Storer           | Team Sunweb              | + 1h08m38s               |                          |
| 9.                       | Szymon Sajnok            | CCC Team                 | + 1h11m48s               |                          |
| 10.                      | Michael Hernandez        | Estados Unidos           | + 1h31m04s               |                          |

### Classificação por equipas
| Classificação por equipes | Classificação por equipes  | Classificação por equipes | Classificação por equipes |
| Equipe                    | Equipe                     | Tempo                     |                           |
| ------------------------- | -------------------------- | ------------------------- | ------------------------- |
| 1.                        | EF Education First         | 98h49m34s                 |                           |
| 2.                        | Cofidis, Solutions Crédits | + 2m35s                   |                           |
| 3.                        | Rally UHC Cycling          | + 4m11s                   |                           |
| 4.                        | Astana                     | + 4m28s                   |                           |
| 5.                        | UAE Team Emirates          | + 13m01s                  |                           |
| 6.                        | Trek-Segafredo             | + 17m07s                  |                           |
| 7.                        | CCC Team                   | + 21m15s                  |                           |
| 8.                        | Team Jumbo-Visma           | + 25m57s                  |                           |
| 9.                        | Katusha-Alpecin            | + 30m07s                  |                           |
| 10.                       | Deceuninck-Quick Step      | + 32m50s                  |                           |

## Evolução das classificações
| Etapa                 | Vencedor              | Classificação geral | Classificação da montanha | Classificação por pontos | Classificação dos jovens | Prêmio da combatividade | Classificação por equipas |
| --------------------- | --------------------- | ------------------- | ------------------------- | ------------------------ | ------------------------ | ----------------------- | ------------------------- |
| 1.ª                   | Peter Sagan           | Peter Sagan         | não outorgada             | Peter Sagan              | Tyler Stites             | Charles Planet          | INEOS                     |
| 2.ª                   | Kasper Asgreen        | Tejay van Garderen  | Davide Ballerini          | Kasper Asgreen           | Tadej Pogačar            | Evan Huffman            | EF Education First        |
| 3.ª                   | Rémi Cavagna          | Tejay van Garderen  | Alex Hoehn                | Kasper Asgreen           | Tadej Pogačar            | Rémi Cavagna            | EF Education First        |
| 4.ª                   | Fabio Jakobsen        | Tejay van Garderen  | Alex Hoehn                | Peter Sagan              | Tadej Pogačar            | Michael Hernandez       | EF Education First        |
| 5.ª                   | Iván García Cortina   | Tejay van Garderen  | Davide Ballerini          | Kasper Asgreen           | Tadej Pogačar            | Matteo Badilatti        | EF Education First        |
| 6.ª                   | Tadej Pogačar         | Tadej Pogačar       | Davide Ballerini          | Kasper Asgreen           | Tadej Pogačar            | Mikkel Bjerg            | EF Education First        |
| 7.ª                   | Cees Bol              | Tadej Pogačar       | Davide Ballerini          | Kasper Asgreen           | Tadej Pogačar            | Alex Hoehn              | EF Education First        |
| Classificações finais | Classificações finais | Tadej Pogačar       | Davide Ballerini          | Kasper Asgreen           | Tadej Pogačar            | não se entregou         | EF Education First        |

## Ciclistas participantes e posiciones finais
| Team Ineos INS | Team Ineos INS             | Team Ineos INS |
| -------------- | -------------------------- | -------------- |
| Num            | Ciclista                   | Pos            |
| 1              | Gianni Moscon (ITA) (CRI)  | 16.            |
| 2              | Leonardo Basso (ITA)       | 97.            |
| 3              | David de la Cruz (ESP)     | NP-5           |
| 4              | Owain Doull (GBR)          | 62.            |
| 5              | Kristoffer Halvorsen (NOR) | 76.            |
| 6              | Diego Rosa (ITA)           | 43.            |
| 7              | Luke Rowe (GBR)            | 68.            |

| EF Education First EF1 | EF Education First EF1   | EF Education First EF1 |
| ---------------------- | ------------------------ | ---------------------- |
| Num                    | Ciclista                 | Pos                    |
| 11                     | Rigoberto Urán (COL)     | 14.                    |
| 12                     | Lawson Craddock (USA)    | 42.                    |
| 13                     | Sergio Higuita (COL)     | 2.                     |
| 14                     | Alex Howes (USA)         | 94.                    |
| 15                     | Lachlan Morton (AUS)     | 17.                    |
| 16                     | Taylor Phinney (USA)     | DNF-5                  |
| 17                     | Tejay van Garderen (USA) | 9.                     |

| Team Jumbo-Visma TJV | Team Jumbo-Visma TJV    | Team Jumbo-Visma TJV |
| -------------------- | ----------------------- | -------------------- |
| Num                  | Ciclista                | Pos                  |
| 21                   | George Bennett (NZL)    | 4.                   |
| 22                   | Floris De Tier (BEL)    | 49.                  |
| 23                   | Lennard Hofstede (NED)  | 63.                  |
| 24                   | Bert-Jan Lindeman (NED) | 92.                  |
| 25                   | Neilson Powless (USA)   | 32.                  |
| 26                   | Timo Roosen (NED)       | NP-5                 |
| 27                   | Danny van Poppel (NED)  | DNF-6                |

| UAE Team Emirates UAD | UAE Team Emirates UAD                | UAE Team Emirates UAD |
| --------------------- | ------------------------------------ | --------------------- |
| Num                   | Ciclista                             | Pos                   |
| 31                    | Tadej Pogačar (SLO)                  | 1.                    |
| 32                    | Kristijan Đurasek (CRO)              | NP-4                  |
| 33                    | Roberto Ferrari (ITA)                | DNF-7                 |
| 34                    | Vegard Stake Laengen (NOR) (estrada) | 35.                   |
| 35                    | Cristian Camilo Muñoz (COL)          | 26.                   |
| 36                    | Rui Oliveira (POR)                   | 57.                   |
| 37                    | Jasper Philipsen (BEL)               | 61.                   |

| Trek-Segafredo TFS | Trek-Segafredo TFS       | Trek-Segafredo TFS |
| ------------------ | ------------------------ | ------------------ |
| Num                | Ciclista                 | Pos                |
| 41                 | Richie Porte (AUS)       | 5.                 |
| 42                 | John Degenkolb (GER)     | 77.                |
| 43                 | Niklas Eg (DEN)          | 34.                |
| 44                 | Mads Pedersen (DEN)      | 91.                |
| 45                 | Kiel Reijnen (USA)       | 105.               |
| 46                 | Toms Skujiņš (LAT) (CRI) | 64.                |
| 47                 | Peter Stetina (USA)      | 28.                |

| Bahrain-Merida TBM | Bahrain-Merida TBM        | Bahrain-Merida TBM |
| ------------------ | ------------------------- | ------------------ |
| Num                | Ciclista                  | Pos                |
| 51                 | Rohan Dennis (AUS) (CRI)  | 11.                |
| 52                 | Phil Bauhaus (GER)        | 83.                |
| 53                 | Iván García Cortina (ESP) | 87.                |
| 54                 | Heinrich Haussler (AUS)   | 84.                |
| 55                 | Hermann Pernsteiner (AUT) | 19.                |
| 56                 | Marcel Sieberg (GER)      | 95.                |

| Rally UHC Cycling RLY | Rally UHC Cycling RLY | Rally UHC Cycling RLY |
| --------------------- | --------------------- | --------------------- |
| Num                   | Ciclista              | Pos                   |
| 61                    | Brandon McNulty (USA) | DNF-6                 |
| 62                    | Rob Britton (CAN)     | 12.                   |
| 63                    | Nigel Ellsay (CAN)    | DNF-3                 |
| 64                    | Evan Huffman (USA)    | 59.                   |
| 65                    | Gavin Mannion (USA)   | 15.                   |
| 66                    | Kyle Murphy (USA)     | 30.                   |
| 67                    | Emerson Oronte (USA)  | 82.                   |

| Katusha-Alpecin TKA | Katusha-Alpecin TKA    | Katusha-Alpecin TKA |
| ------------------- | ---------------------- | ------------------- |
| Num                 | Ciclista               | Pos                 |
| 71                  | Simon Špilak (SLO)     | 6.                  |
| 72                  | Steff Cras (BEL)       | NP-5                |
| 73                  | Jens Debusschere (BEL) | 90.                 |
| 74                  | Matteo Fabbro (ITA)    | 58.                 |
| 75                  | José Gonçalves (POR)   | 66.                 |
| 76                  | Nathan Haas (AUS)      | 56.                 |
| 77                  | Rick Zabel (GER)       | 98.                 |

| Cofidis, Solutions Crédits COF | Cofidis, Solutions Crédits COF | Cofidis, Solutions Crédits COF |
| ------------------------------ | ------------------------------ | ------------------------------ |
| Num                            | Ciclista                       | Pos                            |
| 81                             | Nacer Bouhanni (FRA)           | 70.                            |
| 82                             | Darwin Atapuma (COL)           | 22.                            |
| 83                             | Natnael Berhane (ERI)          | 20.                            |
| 84                             | Filippo Fortin (ITA)           | 102.                           |
| 85                             | Jesper Hansen (DEN)            | 7.                             |
| 86                             | Mathias Le Turnier (FRA)       | 24.                            |
| 87                             | Luis Ángel Maté (ESP)          | 29.                            |

| Deceuninck-Quick Step DQT | Deceuninck-Quick Step DQT           | Deceuninck-Quick Step DQT |
| ------------------------- | ----------------------------------- | ------------------------- |
| Num                       | Ciclista                            | Pos                       |
| 91                        | Zdeněk Štybar (CZE)                 | 53.                       |
| 92                        | Kasper Asgreen (DEN)                | 3.                        |
| 93                        | Rémi Cavagna (FRA)                  | 36.                       |
| 94                        | Tim Declercq (BEL)                  | 71.                       |
| 95                        | Fabio Jakobsen (NED)                | 96.                       |
| 96                        | Michael Mørkøv (DEN) (estrada)      | 80.                       |
| 97                        | Maximiliano Richeze (ARG) (estrada) | 75.                       |

| Astana AST | Astana AST                  | Astana AST |
| ---------- | --------------------------- | ---------- |
| Num        | Ciclista                    | Pos        |
| 101        | Magnus Cort (DEN)           | DNF-7      |
| 102        | Davide Ballerini (ITA)      | 46.        |
| 103        | Rodrigo Contreras (COL)     | 21.        |
| 104        | Laurens De Vreese (BEL)     | 88.        |
| 105        | Daniil Fominykh (KAZ) (CRI) | 52.        |
| 106        | Jonas Gregaard (DEN)        | 18.        |
| 107        | Hugo Houle (CAN)            | 40.        |

| Bora-Hansgrohe BOH | Bora-Hansgrohe BOH          | Bora-Hansgrohe BOH |
| ------------------ | --------------------------- | ------------------ |
| Num                | Ciclista                    | Pos                |
| 111                | Peter Sagan (SVK) (estrada) | 79.                |
| 112                | Erik Baška (SVK)            | 108.               |
| 113                | Oscar Gatto (ITA)           | 107.               |
| 114                | Felix Großschartner (AUT)   | 8.                 |
| 115                | Daniel Oss (ITA)            | 72.                |
| 116                | Juraj Sagan (SVK)           | 73.                |
| 117                | Maximilian Schachmann (GER) | 10.                |

| CCC Team CCC | CCC Team CCC          | CCC Team CCC |
| ------------ | --------------------- | ------------ |
| Num          | Ciclista              | Pos          |
| 121          | Simon Geschke (GER)   | 39.          |
| 122          | William Barta (USA)   | DNF-3        |
| 123          | Paweł Bernas (POL)    | 67.          |
| 124          | Szymon Sajnok (POL)   | 89.          |
| 125          | Michael Schär (SUI)   | 27.          |
| 126          | Gijs Van Hoecke (BEL) | 48.          |
| 127          | Riccardo Zoidl (AUT)  | 13.          |

| Dimension Data TDD | Dimension Data TDD                | Dimension Data TDD |
| ------------------ | --------------------------------- | ------------------ |
| Num                | Ciclista                          | Pos                |
| 131                | Mark Cavendish (GBR)              | DNF-7              |
| 132                | Lars Bak (DEN)                    | 65.                |
| 133                | Bernhard Eisel (AUT)              | 109.               |
| 134                | Reinardt Janse van Rensburg (RSA) | 74.                |
| 135                | Benjamin King (USA)               | 31.                |
| 136                | Louis Meintjes (RSA)              | NP-5               |
| 137                | Jay Thomson (RSA)                 | 99.                |

| Team Sunweb SUN | Team Sunweb SUN           | Team Sunweb SUN |
| --------------- | ------------------------- | --------------- |
| Num             | Ciclista                  | Pos             |
| 141             | Max Walscheid (GER)       | 101.            |
| 142             | Cees Bol (NED)            | 78.             |
| 143             | Roy Curvers (NED)         | 85.             |
| 144             | Johannes Fröhlinger (GER) | 55.             |
| 145             | Joris Nieuwenhuis (NED)   | 50.             |
| 146             | Casper Pedersen (DEN)     | NP-6            |
| 147             | Michael Storer (AUS)      | 86.             |

| Israel Cycling Academy ICA | Israel Cycling Academy ICA    | Israel Cycling Academy ICA |
| -------------------------- | ----------------------------- | -------------------------- |
| Num                        | Ciclista                      | Pos                        |
| 151                        | Sondre Holst Enger (NOR)      | DNF-3                      |
| 152                        | Edwin Ávila (COL)             | 25.                        |
| 153                        | Matteo Badilatti (SUI)        | 51.                        |
| 154                        | Alexander Cataford (CAN)      | 23.                        |
| 155                        | Roy Goldstein (ISR) (estrada) | 110.                       |
| 156                        | Guy Sagiv (ISR)               | 100.                       |
| 157                        | Hamish Schreurs (NZL)         | DNF-7                      |

| Hagens Berman Axeon HBA | Hagens Berman Axeon HBA        | Hagens Berman Axeon HBA |
| ----------------------- | ------------------------------ | ----------------------- |
| Num                     | Ciclista                       | Pos                     |
| 161                     | Mikkel Bjerg (DEN)             | 60.                     |
| 162                     | João Almeida (POR)             | 33.                     |
| 163                     | Edward Anderson (USA)          | 45.                     |
| 164                     | Jonathan Brown (USA) (estrada) | 111.                    |
| 165                     | Cole Davis (USA)               | DNF-7                   |
| 166                     | Ian Garrison (USA)             | 112.                    |
| 167                     | Michael Rice (AUS)             | 104.                    |

| Team Novo Nordisk TNN | Team Novo Nordisk TNN | Team Novo Nordisk TNN |
| --------------------- | --------------------- | --------------------- |
| Num                   | Ciclista              | Pos                   |
| 171                   | David Lozano (ESP)    | 47.                   |
| 172                   | Sam Brand (GBR)       | 93.                   |
| 173                   | Fabio Calabria (AUS)  | DNF-3                 |
| 174                   | Joonas Henttala (FIN) | 69.                   |
| 175                   | Péter Kusztor (HUN)   | 38.                   |
| 176                   | Andrea Peron (ITA)    | 81.                   |
| 177                   | Charles Planet (FRA)  | 41.                   |

| Estados Unidos USA | Estados Unidos USA | Estados Unidos USA |
| ------------------ | ------------------ | ------------------ |
| Num                | Ciclista           | Pos                |
| 181                | Travis McCabe      | 44.                |
| 182                | Sam Boardman       | 103.               |
| 183                | Miguel Bryon       | DNF-7              |
| 184                | Michael Hernandez  | 106.               |
| 185                | Alex Hoehn         | 54.                |
| 186                | Tyler Stites       | NP-5               |
| 187                | Keegan Swirbul     | 37.                |

| Team Ineos INS | Team Ineos INS             | Team Ineos INS |
| -------------- | -------------------------- | -------------- |
| Num            | Ciclista                   | Pos            |
| 1              | Gianni Moscon (ITA) (CRI)  | 16.            |
| 2              | Leonardo Basso (ITA)       | 97.            |
| 3              | David de la Cruz (ESP)     | NP-5           |
| 4              | Owain Doull (GBR)          | 62.            |
| 5              | Kristoffer Halvorsen (NOR) | 76.            |
| 6              | Diego Rosa (ITA)           | 43.            |
| 7              | Luke Rowe (GBR)            | 68.            |

| EF Education First EF1 | EF Education First EF1   | EF Education First EF1 |
| ---------------------- | ------------------------ | ---------------------- |
| Num                    | Ciclista                 | Pos                    |
| 11                     | Rigoberto Urán (COL)     | 14.                    |
| 12                     | Lawson Craddock (USA)    | 42.                    |
| 13                     | Sergio Higuita (COL)     | 2.                     |
| 14                     | Alex Howes (USA)         | 94.                    |
| 15                     | Lachlan Morton (AUS)     | 17.                    |
| 16                     | Taylor Phinney (USA)     | DNF-5                  |
| 17                     | Tejay van Garderen (USA) | 9.                     |

| Team Jumbo-Visma TJV | Team Jumbo-Visma TJV    | Team Jumbo-Visma TJV |
| -------------------- | ----------------------- | -------------------- |
| Num                  | Ciclista                | Pos                  |
| 21                   | George Bennett (NZL)    | 4.                   |
| 22                   | Floris De Tier (BEL)    | 49.                  |
| 23                   | Lennard Hofstede (NED)  | 63.                  |
| 24                   | Bert-Jan Lindeman (NED) | 92.                  |
| 25                   | Neilson Powless (USA)   | 32.                  |
| 26                   | Timo Roosen (NED)       | NP-5                 |
| 27                   | Danny van Poppel (NED)  | DNF-6                |

| UAE Team Emirates UAD | UAE Team Emirates UAD                | UAE Team Emirates UAD |
| --------------------- | ------------------------------------ | --------------------- |
| Num                   | Ciclista                             | Pos                   |
| 31                    | Tadej Pogačar (SLO)                  | 1.                    |
| 32                    | Kristijan Đurasek (CRO)              | NP-4                  |
| 33                    | Roberto Ferrari (ITA)                | DNF-7                 |
| 34                    | Vegard Stake Laengen (NOR) (estrada) | 35.                   |
| 35                    | Cristian Camilo Muñoz (COL)          | 26.                   |
| 36                    | Rui Oliveira (POR)                   | 57.                   |
| 37                    | Jasper Philipsen (BEL)               | 61.                   |

| Trek-Segafredo TFS | Trek-Segafredo TFS       | Trek-Segafredo TFS |
| ------------------ | ------------------------ | ------------------ |
| Num                | Ciclista                 | Pos                |
| 41                 | Richie Porte (AUS)       | 5.                 |
| 42                 | John Degenkolb (GER)     | 77.                |
| 43                 | Niklas Eg (DEN)          | 34.                |
| 44                 | Mads Pedersen (DEN)      | 91.                |
| 45                 | Kiel Reijnen (USA)       | 105.               |
| 46                 | Toms Skujiņš (LAT) (CRI) | 64.                |
| 47                 | Peter Stetina (USA)      | 28.                |

| Bahrain-Merida TBM | Bahrain-Merida TBM        | Bahrain-Merida TBM |
| ------------------ | ------------------------- | ------------------ |
| Num                | Ciclista                  | Pos                |
| 51                 | Rohan Dennis (AUS) (CRI)  | 11.                |
| 52                 | Phil Bauhaus (GER)        | 83.                |
| 53                 | Iván García Cortina (ESP) | 87.                |
| 54                 | Heinrich Haussler (AUS)   | 84.                |
| 55                 | Hermann Pernsteiner (AUT) | 19.                |
| 56                 | Marcel Sieberg (GER)      | 95.                |

| Rally UHC Cycling RLY | Rally UHC Cycling RLY | Rally UHC Cycling RLY |
| --------------------- | --------------------- | --------------------- |
| Num                   | Ciclista              | Pos                   |
| 61                    | Brandon McNulty (USA) | DNF-6                 |
| 62                    | Rob Britton (CAN)     | 12.                   |
| 63                    | Nigel Ellsay (CAN)    | DNF-3                 |
| 64                    | Evan Huffman (USA)    | 59.                   |
| 65                    | Gavin Mannion (USA)   | 15.                   |
| 66                    | Kyle Murphy (USA)     | 30.                   |
| 67                    | Emerson Oronte (USA)  | 82.                   |

| Katusha-Alpecin TKA | Katusha-Alpecin TKA    | Katusha-Alpecin TKA |
| ------------------- | ---------------------- | ------------------- |
| Num                 | Ciclista               | Pos                 |
| 71                  | Simon Špilak (SLO)     | 6.                  |
| 72                  | Steff Cras (BEL)       | NP-5                |
| 73                  | Jens Debusschere (BEL) | 90.                 |
| 74                  | Matteo Fabbro (ITA)    | 58.                 |
| 75                  | José Gonçalves (POR)   | 66.                 |
| 76                  | Nathan Haas (AUS)      | 56.                 |
| 77                  | Rick Zabel (GER)       | 98.                 |

| Cofidis, Solutions Crédits COF | Cofidis, Solutions Crédits COF | Cofidis, Solutions Crédits COF |
| ------------------------------ | ------------------------------ | ------------------------------ |
| Num                            | Ciclista                       | Pos                            |
| 81                             | Nacer Bouhanni (FRA)           | 70.                            |
| 82                             | Darwin Atapuma (COL)           | 22.                            |
| 83                             | Natnael Berhane (ERI)          | 20.                            |
| 84                             | Filippo Fortin (ITA)           | 102.                           |
| 85                             | Jesper Hansen (DEN)            | 7.                             |
| 86                             | Mathias Le Turnier (FRA)       | 24.                            |
| 87                             | Luis Ángel Maté (ESP)          | 29.                            |

| Deceuninck-Quick Step DQT | Deceuninck-Quick Step DQT           | Deceuninck-Quick Step DQT |
| ------------------------- | ----------------------------------- | ------------------------- |
| Num                       | Ciclista                            | Pos                       |
| 91                        | Zdeněk Štybar (CZE)                 | 53.                       |
| 92                        | Kasper Asgreen (DEN)                | 3.                        |
| 93                        | Rémi Cavagna (FRA)                  | 36.                       |
| 94                        | Tim Declercq (BEL)                  | 71.                       |
| 95                        | Fabio Jakobsen (NED)                | 96.                       |
| 96                        | Michael Mørkøv (DEN) (estrada)      | 80.                       |
| 97                        | Maximiliano Richeze (ARG) (estrada) | 75.                       |

| Astana AST | Astana AST                  | Astana AST |
| ---------- | --------------------------- | ---------- |
| Num        | Ciclista                    | Pos        |
| 101        | Magnus Cort (DEN)           | DNF-7      |
| 102        | Davide Ballerini (ITA)      | 46.        |
| 103        | Rodrigo Contreras (COL)     | 21.        |
| 104        | Laurens De Vreese (BEL)     | 88.        |
| 105        | Daniil Fominykh (KAZ) (CRI) | 52.        |
| 106        | Jonas Gregaard (DEN)        | 18.        |
| 107        | Hugo Houle (CAN)            | 40.        |

| Bora-Hansgrohe BOH | Bora-Hansgrohe BOH          | Bora-Hansgrohe BOH |
| ------------------ | --------------------------- | ------------------ |
| Num                | Ciclista                    | Pos                |
| 111                | Peter Sagan (SVK) (estrada) | 79.                |
| 112                | Erik Baška (SVK)            | 108.               |
| 113                | Oscar Gatto (ITA)           | 107.               |
| 114                | Felix Großschartner (AUT)   | 8.                 |
| 115                | Daniel Oss (ITA)            | 72.                |
| 116                | Juraj Sagan (SVK)           | 73.                |
| 117                | Maximilian Schachmann (GER) | 10.                |

| CCC Team CCC | CCC Team CCC          | CCC Team CCC |
| ------------ | --------------------- | ------------ |
| Num          | Ciclista              | Pos          |
| 121          | Simon Geschke (GER)   | 39.          |
| 122          | William Barta (USA)   | DNF-3        |
| 123          | Paweł Bernas (POL)    | 67.          |
| 124          | Szymon Sajnok (POL)   | 89.          |
| 125          | Michael Schär (SUI)   | 27.          |
| 126          | Gijs Van Hoecke (BEL) | 48.          |
| 127          | Riccardo Zoidl (AUT)  | 13.          |

| Dimension Data TDD | Dimension Data TDD                | Dimension Data TDD |
| ------------------ | --------------------------------- | ------------------ |
| Num                | Ciclista                          | Pos                |
| 131                | Mark Cavendish (GBR)              | DNF-7              |
| 132                | Lars Bak (DEN)                    | 65.                |
| 133                | Bernhard Eisel (AUT)              | 109.               |
| 134                | Reinardt Janse van Rensburg (RSA) | 74.                |
| 135                | Benjamin King (USA)               | 31.                |
| 136                | Louis Meintjes (RSA)              | NP-5               |
| 137                | Jay Thomson (RSA)                 | 99.                |

| Team Sunweb SUN | Team Sunweb SUN           | Team Sunweb SUN |
| --------------- | ------------------------- | --------------- |
| Num             | Ciclista                  | Pos             |
| 141             | Max Walscheid (GER)       | 101.            |
| 142             | Cees Bol (NED)            | 78.             |
| 143             | Roy Curvers (NED)         | 85.             |
| 144             | Johannes Fröhlinger (GER) | 55.             |
| 145             | Joris Nieuwenhuis (NED)   | 50.             |
| 146             | Casper Pedersen (DEN)     | NP-6            |
| 147             | Michael Storer (AUS)      | 86.             |

| Israel Cycling Academy ICA | Israel Cycling Academy ICA    | Israel Cycling Academy ICA |
| -------------------------- | ----------------------------- | -------------------------- |
| Num                        | Ciclista                      | Pos                        |
| 151                        | Sondre Holst Enger (NOR)      | DNF-3                      |
| 152                        | Edwin Ávila (COL)             | 25.                        |
| 153                        | Matteo Badilatti (SUI)        | 51.                        |
| 154                        | Alexander Cataford (CAN)      | 23.                        |
| 155                        | Roy Goldstein (ISR) (estrada) | 110.                       |
| 156                        | Guy Sagiv (ISR)               | 100.                       |
| 157                        | Hamish Schreurs (NZL)         | DNF-7                      |

| Hagens Berman Axeon HBA | Hagens Berman Axeon HBA        | Hagens Berman Axeon HBA |
| ----------------------- | ------------------------------ | ----------------------- |
| Num                     | Ciclista                       | Pos                     |
| 161                     | Mikkel Bjerg (DEN)             | 60.                     |
| 162                     | João Almeida (POR)             | 33.                     |
| 163                     | Edward Anderson (USA)          | 45.                     |
| 164                     | Jonathan Brown (USA) (estrada) | 111.                    |
| 165                     | Cole Davis (USA)               | DNF-7                   |
| 166                     | Ian Garrison (USA)             | 112.                    |
| 167                     | Michael Rice (AUS)             | 104.                    |

| Team Novo Nordisk TNN | Team Novo Nordisk TNN | Team Novo Nordisk TNN |
| --------------------- | --------------------- | --------------------- |
| Num                   | Ciclista              | Pos                   |
| 171                   | David Lozano (ESP)    | 47.                   |
| 172                   | Sam Brand (GBR)       | 93.                   |
| 173                   | Fabio Calabria (AUS)  | DNF-3                 |
| 174                   | Joonas Henttala (FIN) | 69.                   |
| 175                   | Péter Kusztor (HUN)   | 38.                   |
| 176                   | Andrea Peron (ITA)    | 81.                   |
| 177                   | Charles Planet (FRA)  | 41.                   |

| Estados Unidos USA | Estados Unidos USA | Estados Unidos USA |
| ------------------ | ------------------ | ------------------ |
| Num                | Ciclista           | Pos                |
| 181                | Travis McCabe      | 44.                |
| 182                | Sam Boardman       | 103.               |
| 183                | Miguel Bryon       | DNF-7              |
| 184                | Michael Hernandez  | 106.               |
| 185                | Alex Hoehn         | 54.                |
| 186                | Tyler Stites       | NP-5               |
| 187                | Keegan Swirbul     | 37.                |

Convenções:
- AB-N: Abandono na etapa "N"
- FLT-N: Desclassificado por chegada fora do limite de tempo na etapa "N"
- NTS-N: Não tomou a saída para a etapa "N"
- DÊS-N: Desclassificado ou expulo na etapa "N"

## UCI World Ranking
A Volta a Califórnia outorgou pontos para o UCI World Ranking para corredores das equipas nas categorias UCI World Team, Profissional Continental e Equipas Continentais. A seguinte tabela são o barómetro de pontuação e os 10 corredores que obtiveram mais pontos:
| Posição             | 1.º | 2.º | 3.º | 4.º | 5.º | 6.º | 7.º | 8.º | 9.º | 10.º | 11.º | 12.º | 13.º | 14.º | 15.º-20.º | 21.º-30.º | 31.º-50.º | 51.º-55.º | 56.º-60.º |
| Classificação geral | 300 | 250 | 215 | 175 | 120 | 115 | 95  | 75  | 60  | 50   | 40   | 35   | 30   | 25   | 20        | 12        | 5         | 2         | 1         |
| Por etapa           | 40  | 15  | 6   |     |     |     |     |     |     |      |      |      |      |      |           |           |           |           |           |
| Líder               | 6   |     |     |     |     |     |     |     |     |      |      |      |      |      |           |           |           |           |           |

| Classificação |                     |                            |       |       |       |       |
| Posição       | Ciclista            | Equipa                     | Geral | Etapa | Líder | Total |
| ------------- | ------------------- | -------------------------- | ----- | ----- | ----- | ----- |
| 1.º           | Tadej Pogačar       | UAE Emirates               | 300   | 40    | 6     | 346   |
| 2.º           | Sergio Higuita      | EF Education First         | 250   | 21    | -     | 271   |
| 3.º           | Kasper Asgreen      | Deceuninck-Quick Step      | 215   | 40    | -     | 255   |
| 4.º           | George Bennett      | Jumbo-Visma                | 175   | 6     | -     | 181   |
| 5.º           | Richie Porte        | Trek-Segafredo             | 120   | -     | -     | 120   |
| 6.º           | Simon Špilak        | Katusha-Alpecin            | 115   | -     | -     | 115   |
| 7.º           | Tejay van Garderen  | EF Education First         | 60    | 15    | 24    | 99    |
| 8.º           | Jesper Hansen       | Cofidis, Solutions Crédits | 95    | -     | -     | 95    |
| 9.º           | Felix Großschartner | Bora-Hansgrohe             | 75    | -     | -     | 75    |
| 10.º          | Peter Sagan         | Bora-Hansgrohe             | -     | 61    | 6     | 67    |